# Zettelkasten
Zettelkasten (pluriel : Zettelkästen) est un terme allemand signifiant « boîte de notes », également traduit par « boîte à idées », et utilisé pour décrire une méthode de gestion des connaissances et de prise de notes. Cette méthode est utilisée dans le domaine de la recherche scientifique et dans les études.

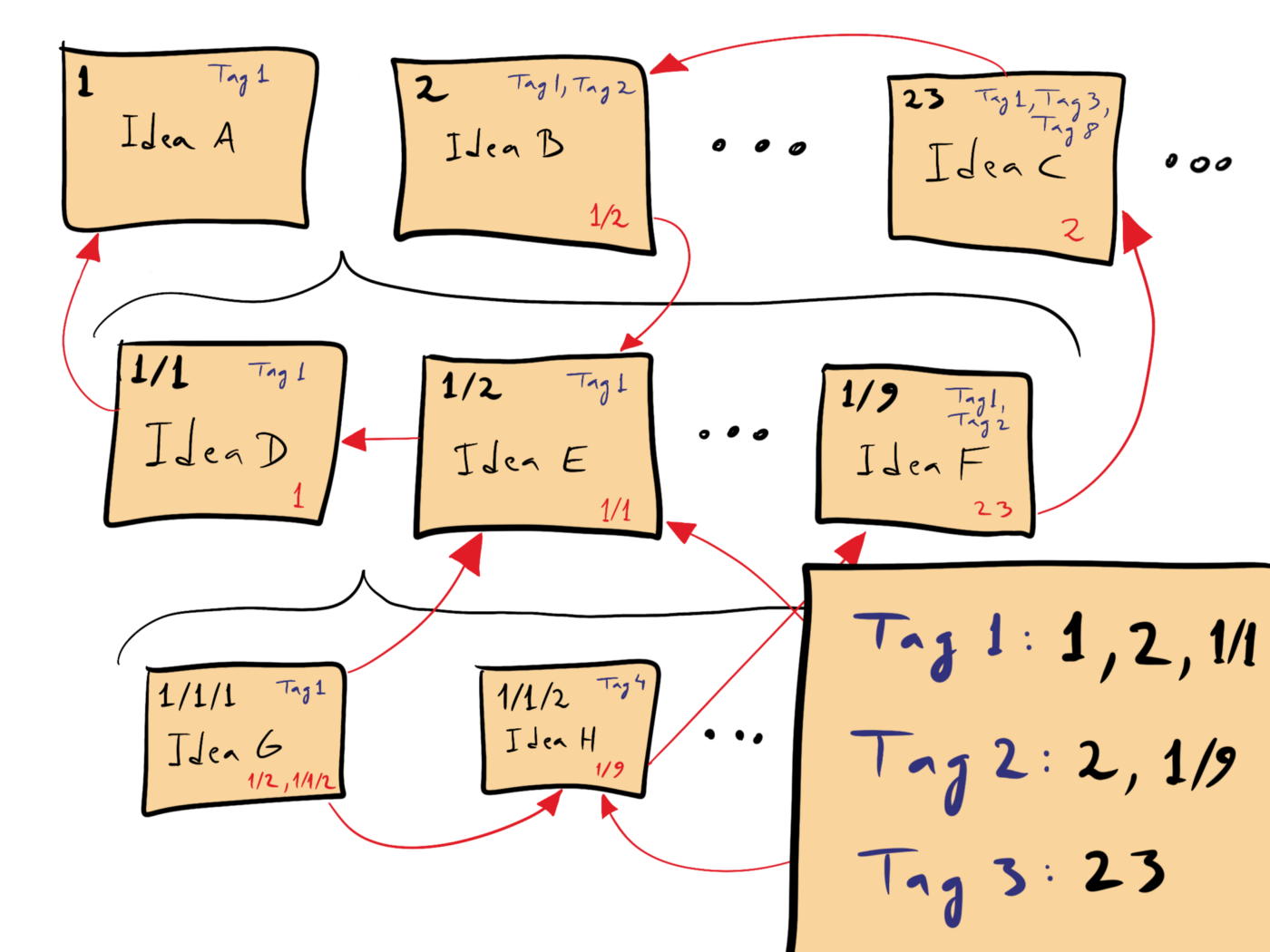
Un zettelkasten est constitué de notes contenant des nombres, et des marqueurs (en bleu), ainsi que des références croisées vers les autres notes (en rouge). Un index des marqueurs (en bas à droite), permet les références croisées par sujet.

Un des plus imposants classements de ce type est celui du sociologue et philosophe des sciences sociales, Niklas Luhmann, comprenant 90 000 fiches.

## Méthodes
La méthode consiste en des notes prises séparément, ajoutées au fil du temps lorsque des événements, réflexions ou remarques surviennent, ou lorsque de nouvelles connaissances sont acquises. Les notes sont organisées de façon hiérarchique, de sorte à pouvoir les classer, et contiennent également des métadonnées, permettant de les associer les unes avec les autres.
Cette méthode est plus efficace avec les moyens informatiques, et en particulier, à l'aide d'un logiciel de gestion de la connaissance (en). Cela dit, cette méthode peut également être utilisée au moyen de fiches d'index.
En plus de faciliter les classements d'idées, cette méthode a également pour objectif d'améliorer la créativité. Les références croisées au travers de marqueurs permettent aux utilisateurs de percevoir des connexions et relations entre des unités d'information individuelles, qui ne pourraient pas paraître évidentes dans un contexte isolé. Ces aspects émergents de la méthode entretiennent ainsi une certaine similarité avec les réseaux neuronaux avec lesquels on peut converser.